# Boussières-sur-Sambre
Boussières-sur-Sambre est une commune française située dans le département du Nord, en région Hauts-de-France.

## Géographie

### Localisation
|                 | Vieux-Mesnil          |                    |
|                 | Boussières-sur-Sambre | Hautmont           |
| Pont-sur-Sambre |                       | Saint-Remy-du-Nord |

### Hydrographie

#### Réseau hydrographique
La commune est située dans le bassin Artois-Picardie. Elle est drainée par la Sambre canalisée et le Cligneux,.
La Sambre canalisée est un canal, chenal et un cours d'eau naturel, d'une longueur de 101 km, qui prend sa source dans la commune de Rejet-de-Beaulieu, s'écoule vers le nord-est et franchit la frontière belge au droit de Jeumont. Les caractéristiques hydrologiques de la Sambre canalisée sont données par la station hydrologique située sur la commune. Le débit moyen mensuel est de 11,5 m3/s. Le débit moyen journalier maximum est de 91,8 m3/s, atteint lors de la crue du 11 janvier 2022. Le débit instantané maximal est quant à lui de 94,6 m3/s, atteint le même jour.
Le Cligneux, d'une longueur de 11 km, prend sa source dans la commune de Beaufort et se jette  dans la Sambre canalisée sur la commune, après avoir traversé six communes.

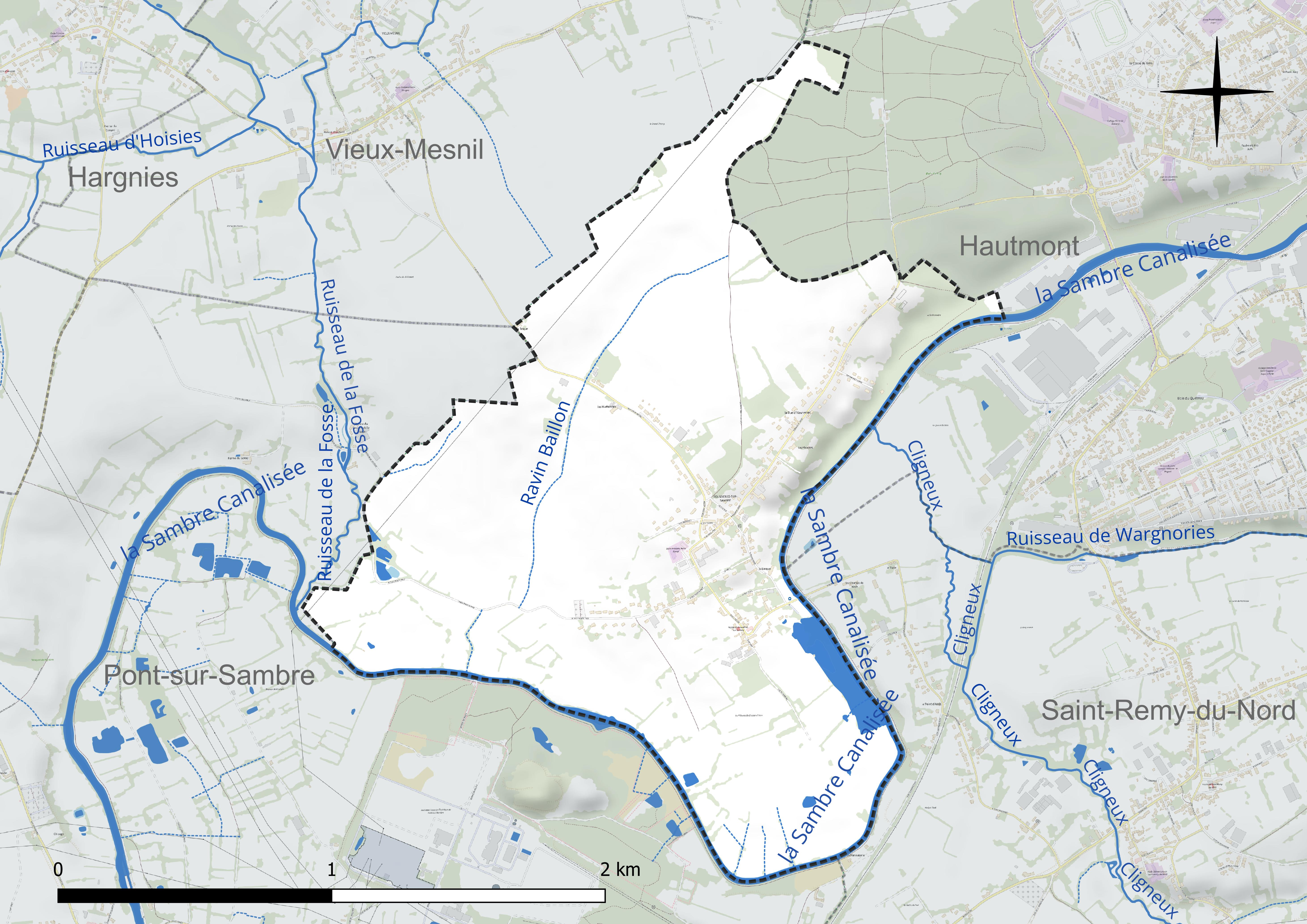
Réseau hydrographique de Boussières-sur-Sambre.

#### Gestion et qualité des eaux
Le territoire communal est couvert par le schéma d'aménagement et de gestion des eaux (SAGE) « Sambre ». Ce document de planification concerne un territoire de 1 253 km2 de superficie, délimité par le bassin versant de la Sambre. Le périmètre a été arrêté le 1er novembre 2003 et le SAGE proprement dit a été approuvé le 21 septembre 2012, puis modifié le 18 août 2022. La structure porteuse de l'élaboration et de la mise en œuvre est le syndicat mixte du Parc naturel régional de l'Avesnois.
La qualité des cours d'eau peut être consultée sur un site dédié géré par les agences de l'eau et l'Agence française pour la biodiversité.

### Climat
Pour des articles plus généraux, voir Climat des Hauts-de-France et Climat du Nord.
En 2010, le climat de la commune est de type climat des marges montargnardes, selon une étude du CNRS s'appuyant sur une série de données couvrant la période 1971-2000. En 2020, Météo-France publie une typologie des climats de la France métropolitaine dans laquelle la commune est exposée à un climat océanique altéré et est dans la région climatique  Nord-est du bassin Parisien, caractérisée par un ensoleillement médiocre, une pluviométrie moyenne régulièrement répartie au cours de l'année et un hiver froid (3 °C).
Pour la période 1971-2000, la température annuelle moyenne est de 9,9 °C, avec une amplitude thermique annuelle de 15,1 °C. Le cumul annuel moyen de précipitations est de 836 mm, avec 12,8 jours de précipitations en janvier et 10,1 jours en juillet. Pour la période 1991-2020, la température moyenne annuelle observée sur la station météorologique la plus proche, située sur la commune de Saint-Hilaire-sur-Helpe à 12 km à vol d'oiseau, est de 10,5 °C et le cumul annuel moyen de précipitations est de 802,4 mm,. Pour l'avenir, les paramètres climatiques de la commune estimés pour 2050 selon différents scénarios d'émission de gaz à effet de serre sont consultables sur un site dédié publié par Météo-France en novembre 2022.

## Urbanisme

### Typologie
Au 1er janvier 2024, Boussières-sur-Sambre est catégorisée ceinture urbaine, selon la nouvelle grille communale de densité à sept niveaux définie par l'Insee en 2022.
Elle appartient à l'unité urbaine de Maubeuge (partie française), une agglomération internationale regroupant 22  communes, dont elle est une commune de la banlieue,,. Par ailleurs la commune fait partie de l'aire d'attraction de Maubeuge (partie française), dont elle est une commune de la couronne,. Cette aire, qui regroupe 65 communes, est catégorisée dans les aires de 50 000 à moins de 200 000 habitants,.

### Occupation des sols
L'occupation des sols de la commune, telle qu'elle ressort de la base de données européenne d'occupation biophysique des sols Corine Land Cover (CLC), est marquée par l'importance des territoires agricoles (88,3 % en 2018), une proportion identique à celle de 1990 (88,3 %). La répartition détaillée en 2018 est la suivante : 
terres arables (45,7 %), prairies (42,5 %), zones urbanisées (8 %), forêts (3,5 %), zones industrielles ou commerciales et réseaux de communication (0,2 %), zones agricoles hétérogènes (0,1 %). L'évolution de l'occupation des sols de la commune et de ses infrastructures peut être observée sur les différentes représentations cartographiques du territoire : la carte de Cassini (XVIIIe siècle), la carte d'état-major (1820-1866) et les cartes ou photos aériennes de l'IGN pour la période actuelle (1950 à aujourd'hui).

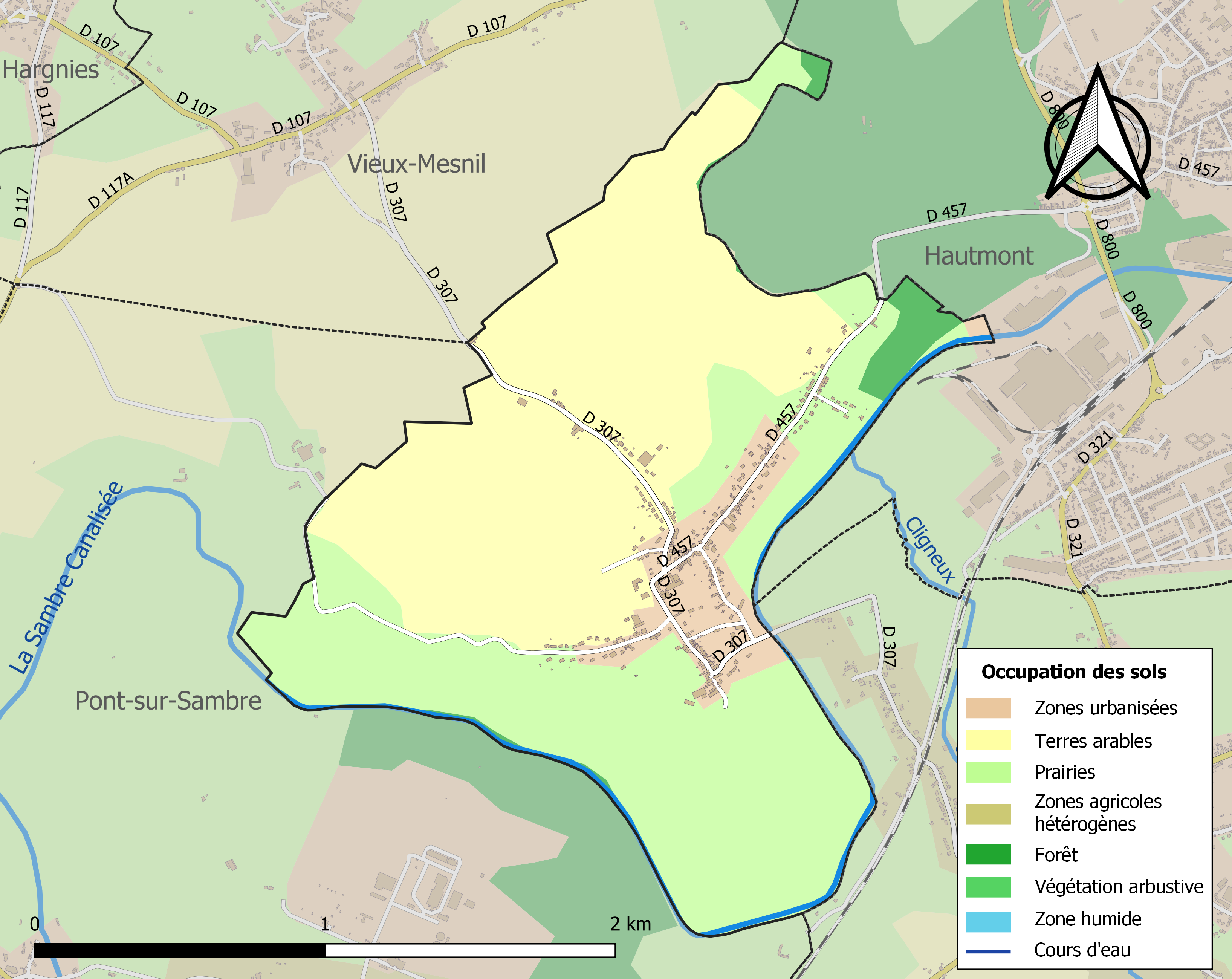
Carte des infrastructures et de l'occupation des sols de la commune en 2018 (CLC).

### Voies de communication et transports
La commune est desservie, en 2024, par la ligne 24 du réseau Stibus.

## Histoire
Le 3 août 2008, une tornade classée F4 sur l'échelle de Fujita améliorée (allant jusqu'à F5), s'est abattue sur les villes de Hautmont, Neuf-Mesnil, Maubeuge et Boussières-sur-Sambre. Celle-ci a causé la mort de trois personnes (une autre s'est suicidée à la suite de la catastrophe). Elle a endommagé 1584 maisons et appartements, dont 291 complètement détruites. De nombreux dégâts ont été constatés sur les édifices publics. La tornade a parcouru environ 19 km en démarrant de Pont-sur-Sambre et en terminant sa course à Marpent. Les premières maisons touchées et détruites sont situées à Boussières-sur-Sambre où, avec Hautmont, la tornade était au maximum de son intensité.
Mais heureusement même si nul n'oubliera, la commune n'est pas uniquement symbole de désolations car elle est verdoyante, fleurie et paisible à souhait.[non neutre]

## Politique et administration

### Liste des maires
Maire de 1802 à 1807 : Aimé Deroisin,.

Maire en 1939 : Wautrin.
| Période                                  | Période  | Identité      | Étiquette | Qualité |
| ---------------------------------------- | -------- | ------------- | --------- | ------- |
| mars 2001                                | En cours | Claude Dupont | UMP-LR    |         |
| Les données manquantes sont à compléter. |          |               |           |         |

## Population et société

### Démographie

#### Évolution démographique
L'évolution du nombre d'habitants est connue à travers les recensements de la population effectués dans la commune depuis 1793. Pour les communes de moins de 10 000 habitants, une enquête de recensement portant sur toute la population est réalisée tous les cinq ans, les populations de référence des années intermédiaires étant quant à elles estimées par interpolation ou extrapolation. Pour la commune, le premier recensement exhaustif entrant dans le cadre du nouveau dispositif a été réalisé en 2008.

En 2022, la commune comptait 517 habitants, en évolution de −1,15 % par rapport à 2016 (Nord : +0,51 %, France hors Mayotte : +2,11 %).
| 1793 | 1800 | 1806 | 1821 | 1831 | 1836 | 1841 | 1846 | 1851 |
| ---- | ---- | ---- | ---- | ---- | ---- | ---- | ---- | ---- |
| 141  | 164  | 154  | 136  | 177  | 173  | 214  | 228  | 251  |

| 1856 | 1861 | 1866 | 1872 | 1876 | 1881 | 1886 | 1891 | 1896 |
| ---- | ---- | ---- | ---- | ---- | ---- | ---- | ---- | ---- |
| 261  | 300  | 298  | 297  | 333  | 391  | 365  | 382  | 439  |

| 1901 | 1906 | 1911 | 1921 | 1926 | 1931 | 1936 | 1946 | 1954 |
| ---- | ---- | ---- | ---- | ---- | ---- | ---- | ---- | ---- |
| 436  | 470  | 460  | 433  | 409  | 418  | 398  | 360  | 396  |

| 1962 | 1968 | 1975 | 1982 | 1990 | 1999 | 2006 | 2008 | 2013 |
| ---- | ---- | ---- | ---- | ---- | ---- | ---- | ---- | ---- |
| 432  | 428  | 412  | 449  | 423  | 429  | 493  | 511  | 531  |

| 2018 | 2022 | - | - | - | - | - | - | - |
| ---- | ---- | - | - | - | - | - | - | - |
| 524  | 517  | - | - | - | - | - | - | - |

#### Pyramide des âges
La population de la commune est relativement jeune.
En 2018, le taux de personnes d'un âge inférieur à 30 ans s'élève à 36,1 %, soit en dessous de la moyenne départementale (39,5 %). À l'inverse, le taux de personnes d'âge supérieur à 60 ans est de 24,8 % la même année, alors qu'il est de 22,5 % au niveau départemental.
En 2018, la commune comptait 264 hommes pour 260 femmes, soit un taux de 50,38 % d'hommes, largement supérieur au taux départemental (48,23 %).
Les pyramides des âges de la commune et du département s'établissent comme suit.
| Hommes | Classe d’âge | Femmes |
| ------ | ------------ | ------ |
| 0,0    | 90 ou +      | 1,5    |
| 4,5    | 75-89 ans    | 7,7    |
| 17,4   | 60-74 ans    | 18,5   |
| 19,3   | 45-59 ans    | 15,0   |
| 19,7   | 30-44 ans    | 24,2   |
| 15,2   | 15-29 ans    | 14,2   |
| 23,9   | 0-14 ans     | 18,8   |

| Hommes | Classe d’âge | Femmes |
| ------ | ------------ | ------ |
| 0,5    | 90 ou +      | 1,4    |
| 5,3    | 75-89 ans    | 8,1    |
| 14,8   | 60-74 ans    | 16,2   |
| 19,1   | 45-59 ans    | 18,4   |
| 19,5   | 30-44 ans    | 18,7   |
| 20,7   | 15-29 ans    | 19,1   |
| 20,2   | 0-14 ans     | 18     |

### Enseignement
Boussières-sur-Sambre fait partie de l'académie de Lille.

## Culture et patrimoine

### Lieux et monuments

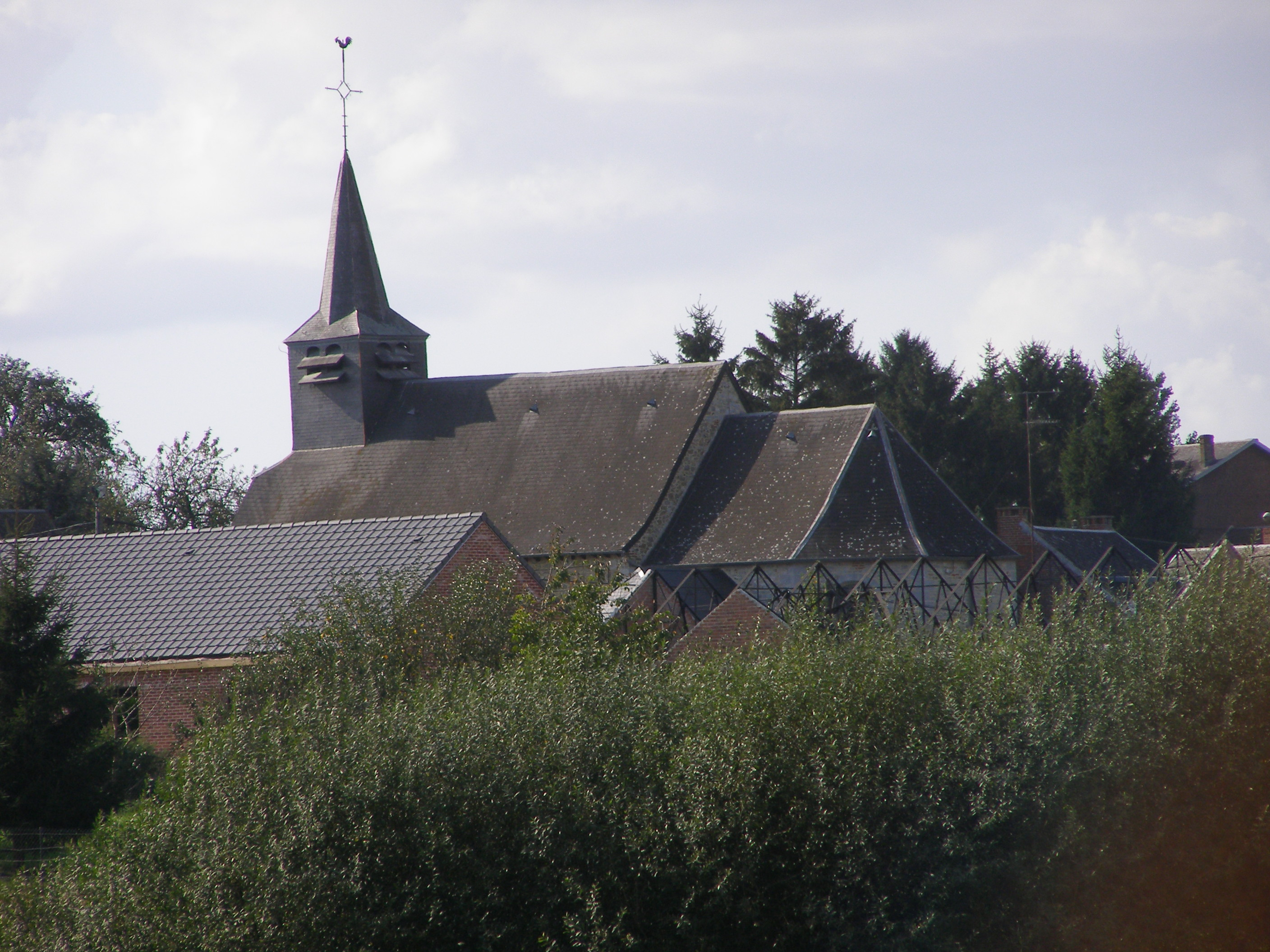
L'église
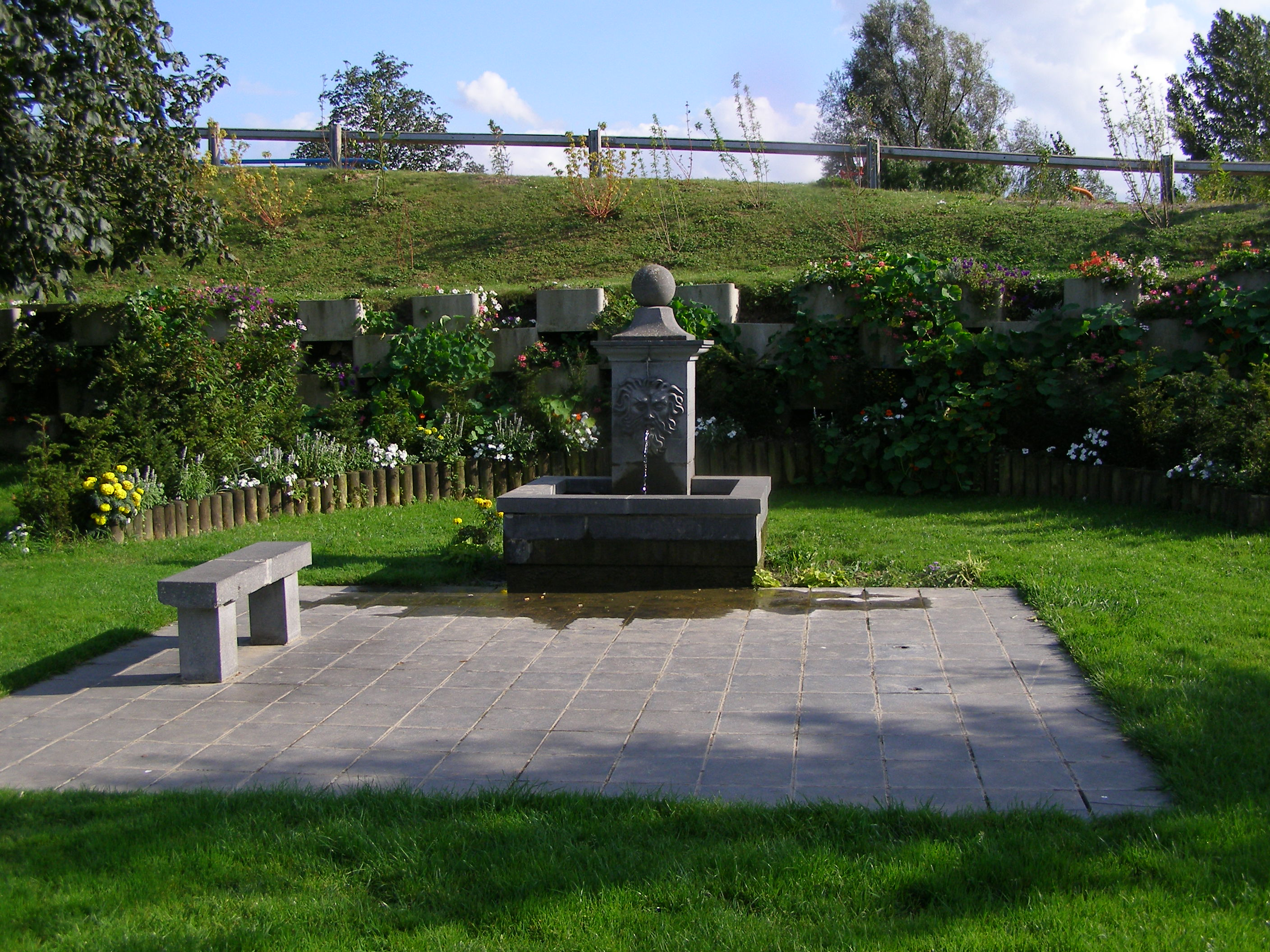
Une fontaine
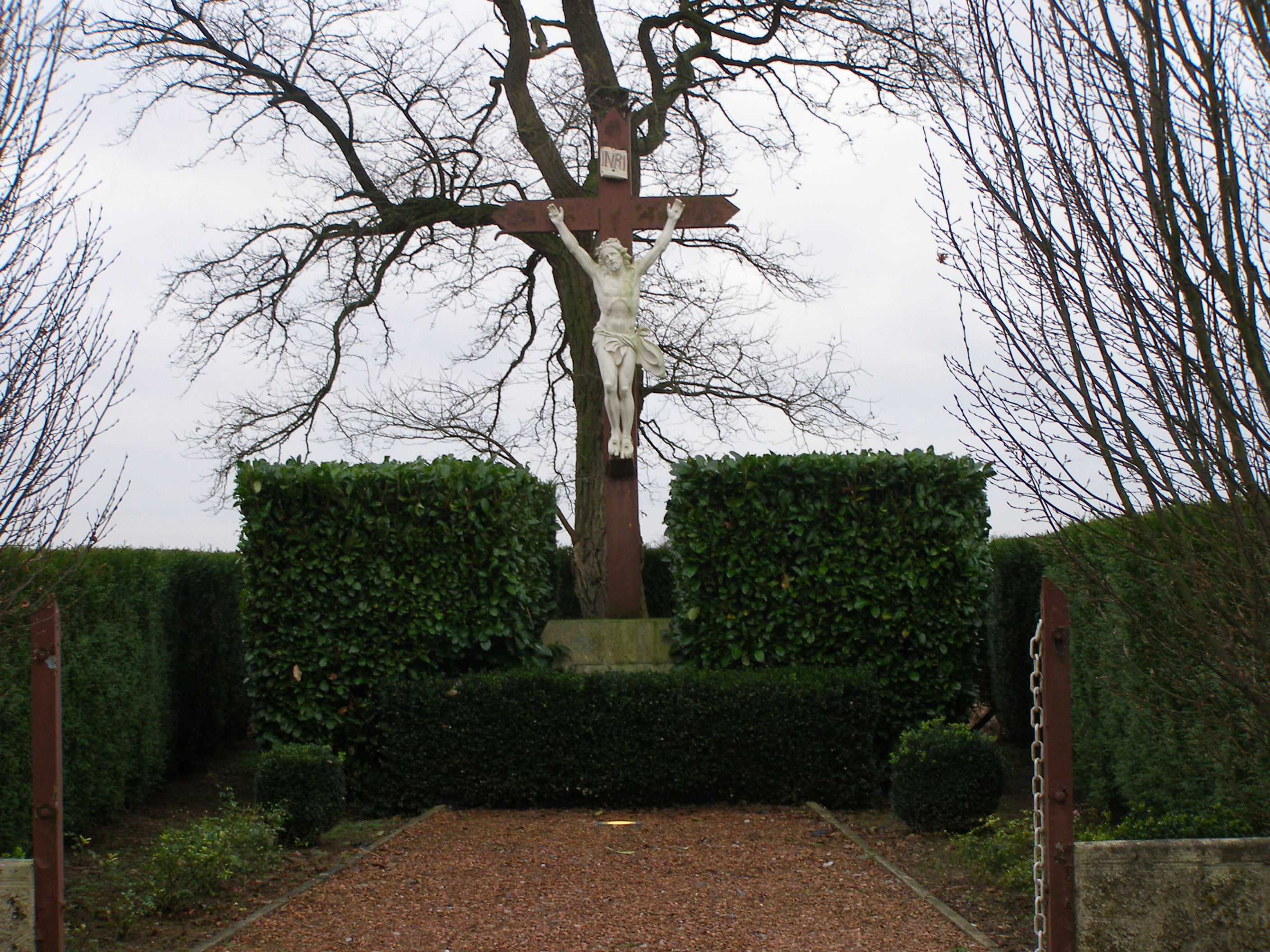
Calvaire
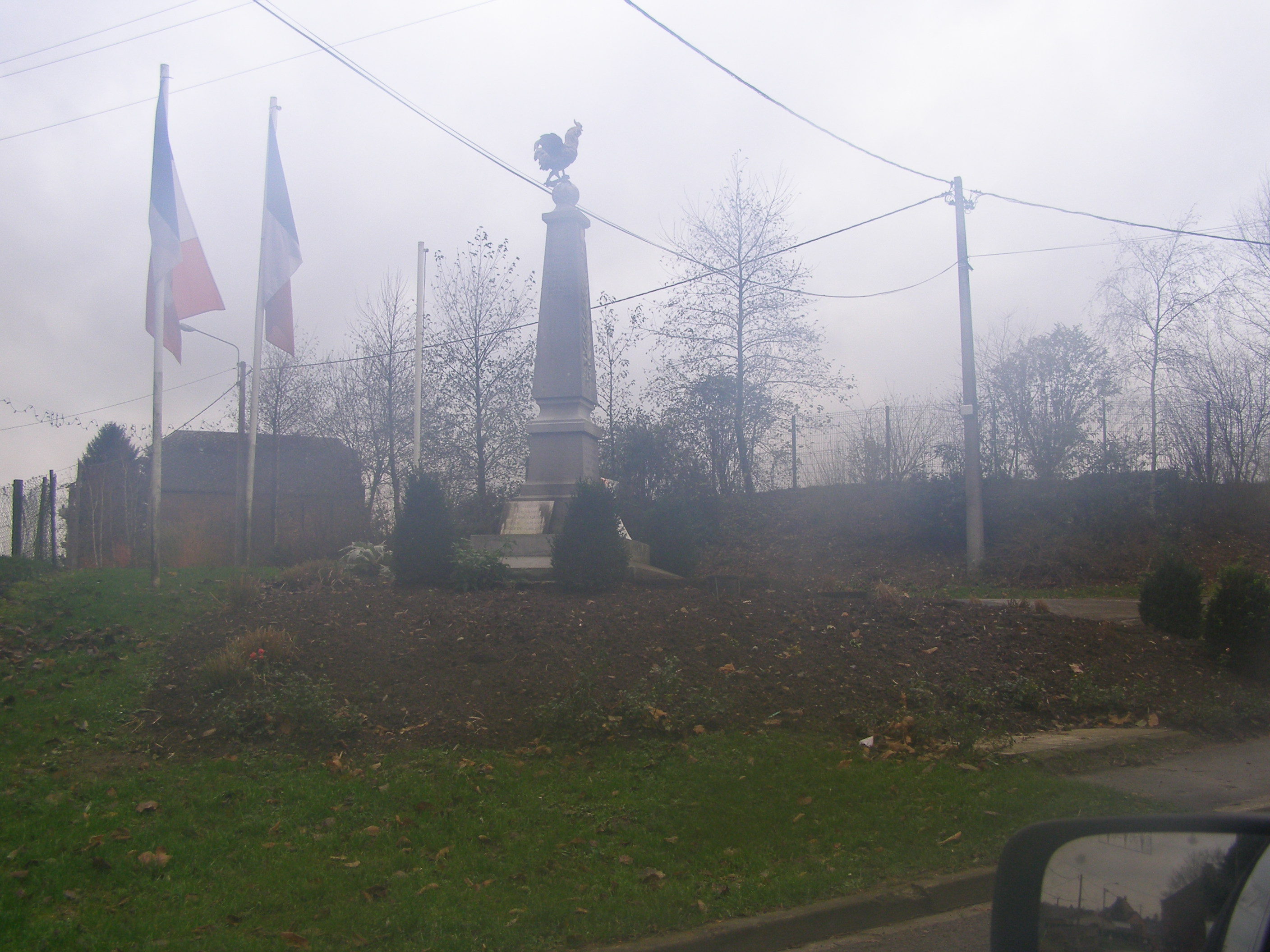
Monument aux morts
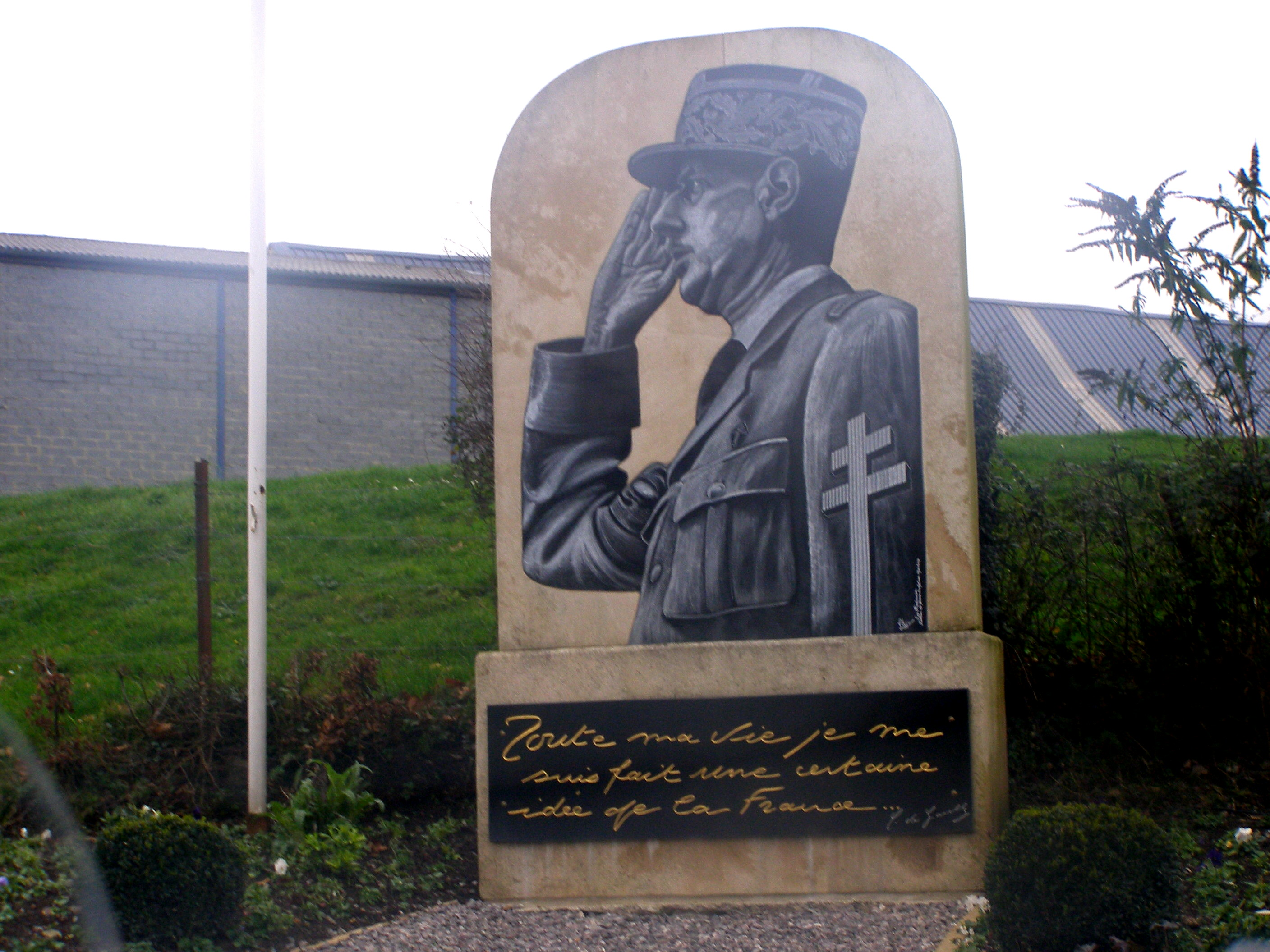
À la mémoire du général Charles de Gaulle

### Personnalités liées à la commune
- Pierre-Joseph Laurent (1713-1773), ingénieur hydraulique, entrepreneur.

### Héraldique
|  | Les armes de Boussières-sur-Sambre se blasonnent ainsi :« D'or à trois chevrons de sable » |

## Pour approfondir